# Anthyllis vulneraria
L'antillide vulneraria o semplicemente vulneraria (Anthyllis vulneraria L., 1753) è una pianta della famiglia delle Fabacee appartenente alla sottofamiglia delle Faboideae.

## Etimologia
L'epiteto specifico deriva dal latino vulnus = ferita, in riferimento all'uso di questa pianta quale rimedio popolare cicatrizzante.

## Descrizione

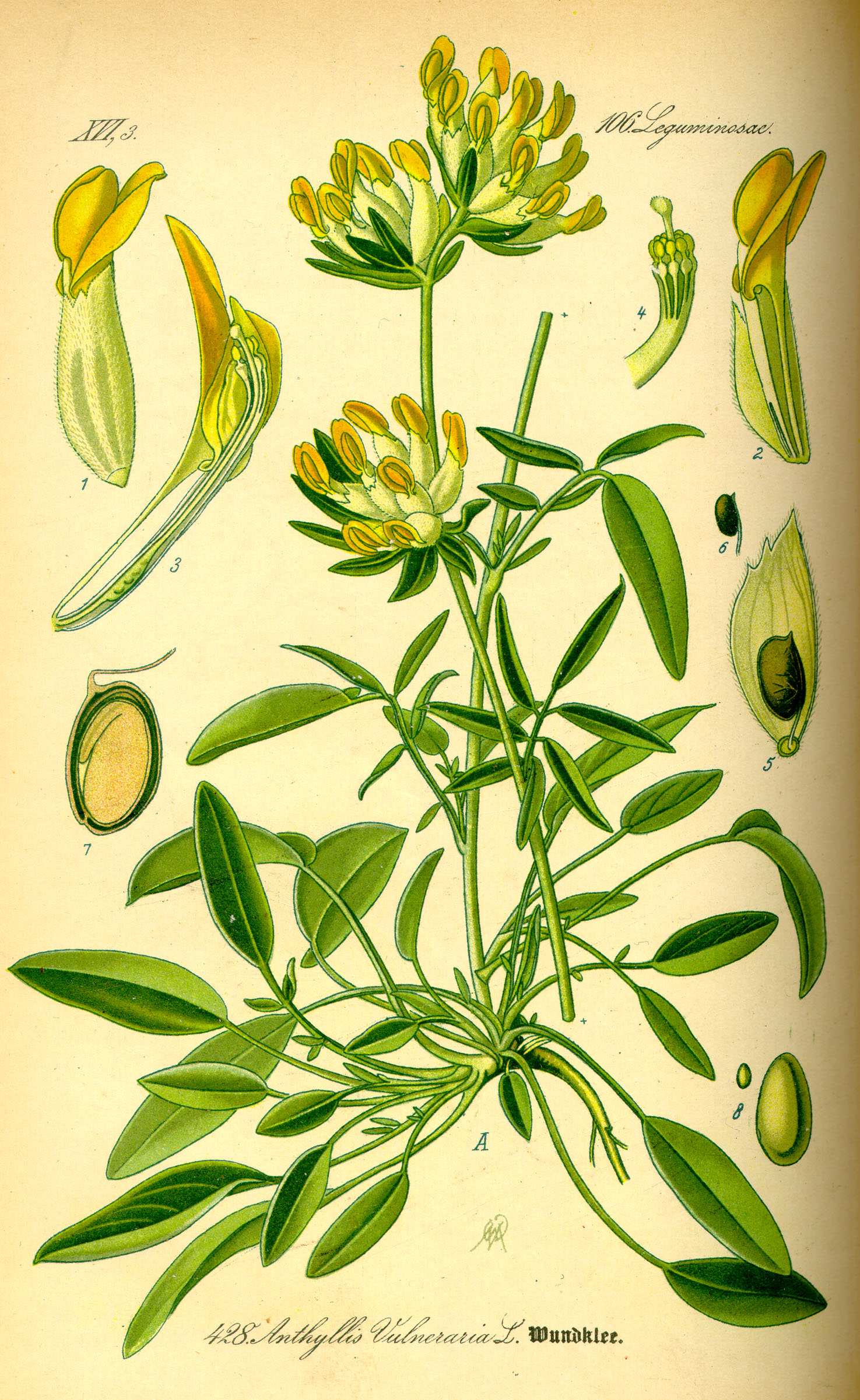
Tavola botanica

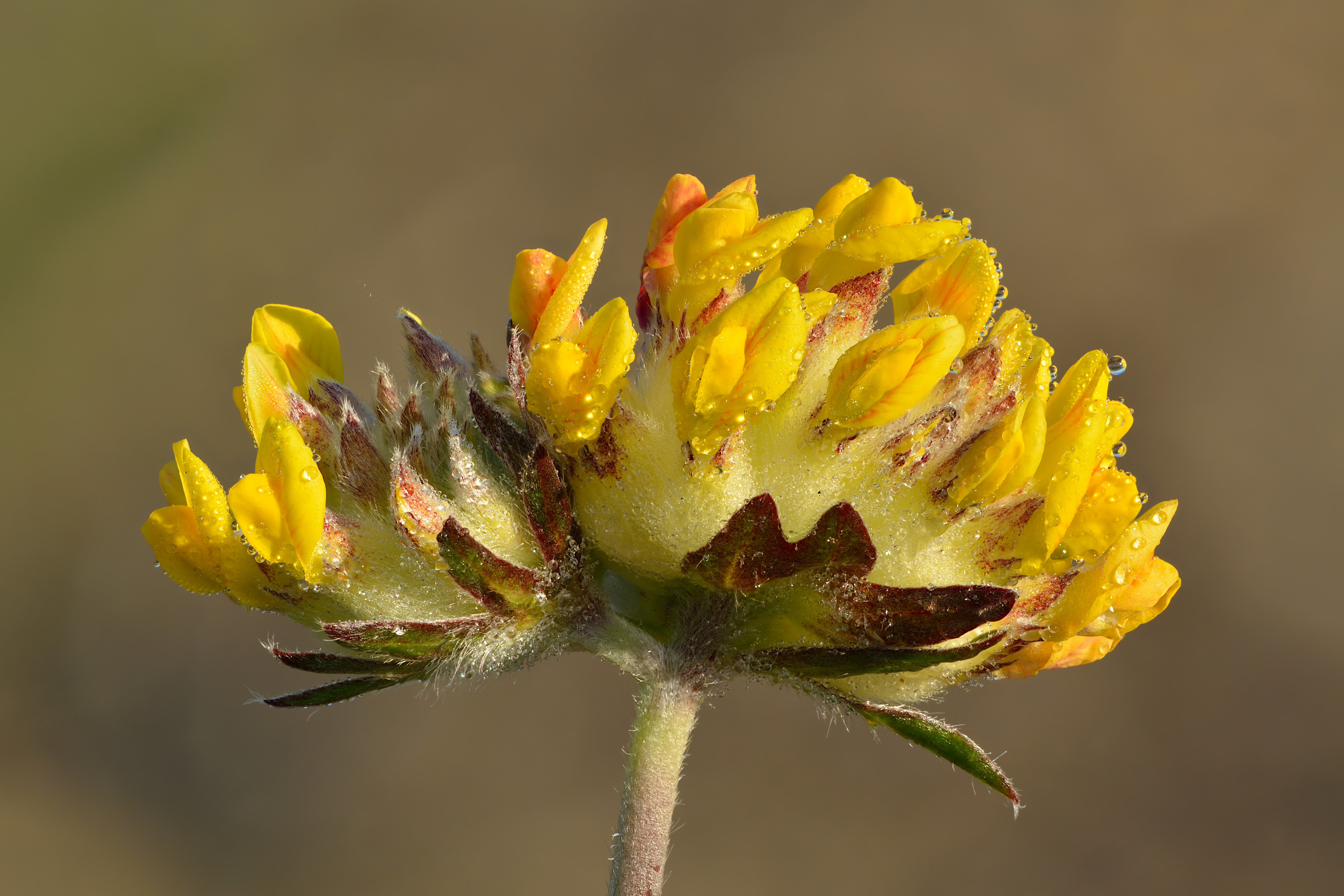
Infiorescenza

Il fusto è alto 5–40 cm, semplice o più spesso ramificato con pelosità appressata.
Le foglie sono imparipennate, glabre o con peli appressati sparsi sulla faccia superiore e con pelosità sericea e peli appressati sulla faccia inferiore.
I capolini sono di forma sferica con fiori addensati, di colore giallo in quasi tutte le sottospecie (in qualcuna tendono al rosso). Il fiore ha la tipica forma irregolare dei fiori delle leguminose (corolla papilionacea). La fioritura ha luogo tra giugno ed agosto.
Il frutto è un legume.

## Distribuzione e habitat
La vulneraria è spontanea in tutta Europa dall'Islanda al Mediterraneo, in Asia Minore (fino all'Iran), nel Nord Africa e in Etiopia. È naturalizzata in diversi stati degli Stati Uniti (California, Illinois, Vermont, Wisconsin).
Predilige le praterie aride e gli ambienti rupestri, su terreno preferibilmente calcareo, fino a 3000 m di altitudine.

## Tassonomia
Sono note numerose sottospecie:

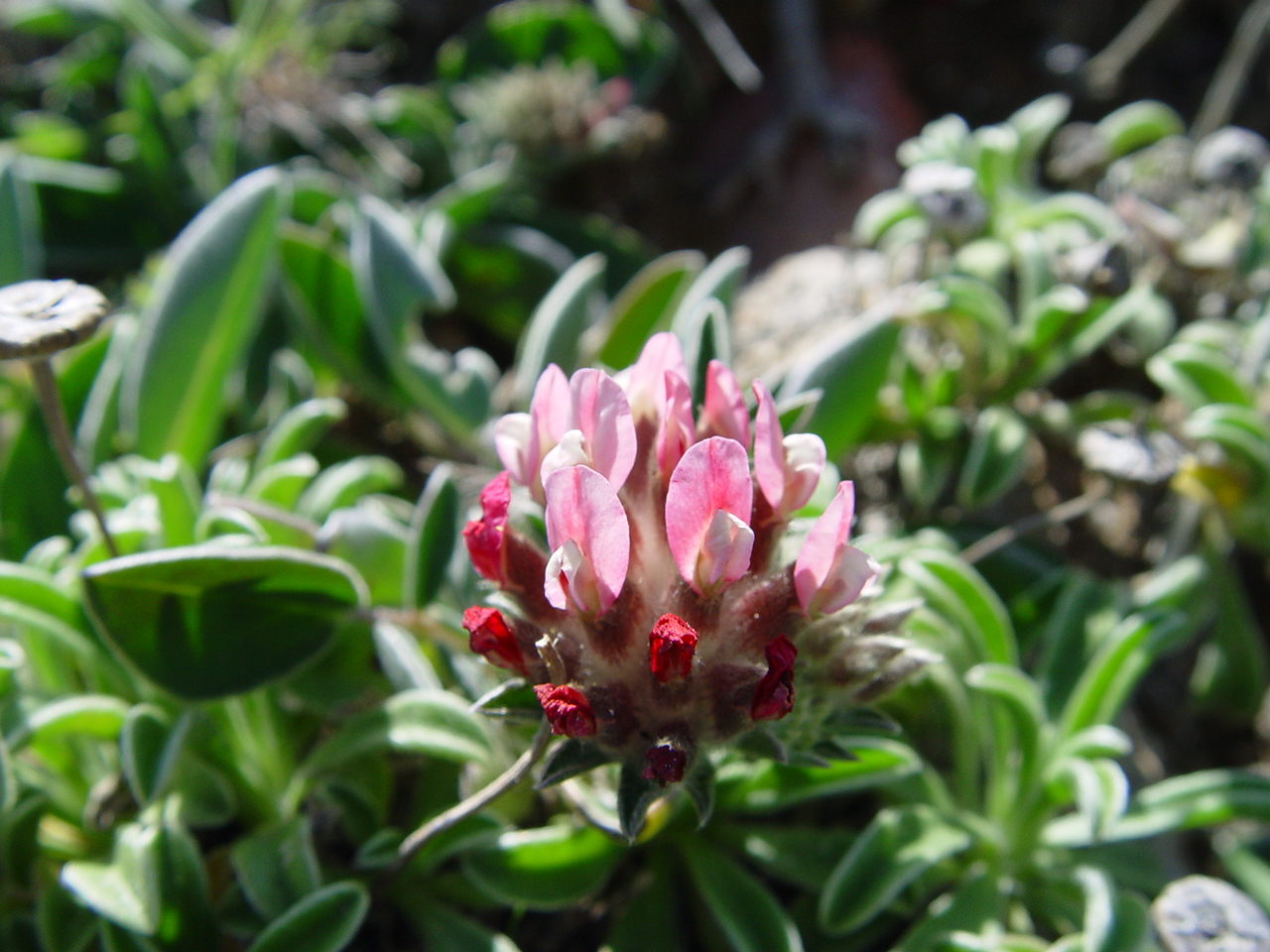
Anthyllis vulneraria iberica, qui fotografata in Portogallo

- Anthyllis vulneraria subsp. vulneraria
- Anthyllis vulneraria subsp. abyssinica (Sagorski) Cullen
- Anthyllis vulneraria subsp. ajmasiana (Pau) Raynaud & Sauvage
- Anthyllis vulneraria subsp. alpestris (Kit.) Asch. & Graebn.
- Anthyllis vulneraria subsp. argyrophylla (Rothm.) Cullen
- Anthyllis vulneraria subsp. arundana (Boiss. & Reut.) H.Lindb.
- Anthyllis vulneraria subsp. baldensis (Sagorski) Pignatti ex Kerguélen
- Anthyllis vulneraria subsp. balearica (Coss. ex Marès & Vigin.) O.Bolòs & Vigo
- Anthyllis vulneraria subsp. boissieri (Sagorski) Bornm.
- Anthyllis vulneraria subsp. borealis (Rouy) Jalas
- Anthyllis vulneraria subsp. boscii Kerguélen
- Anthyllis vulneraria subsp. bulgarica (Sagorski) Cullen
- Anthyllis vulneraria subsp. busambarensis (Akeroyd) Pignatti
- Anthyllis vulneraria subsp. carpatica (Pant.) Nyman
- Anthyllis vulneraria subsp. colorata (Juz.) Tzvelev
- Anthyllis vulneraria subsp. danica Lampinen
- Anthyllis vulneraria subsp. dertosensis (Rothm.) Font Quer
- Anthyllis vulneraria subsp. fatmae Font Quer
- Anthyllis vulneraria subsp. forondae (Sennen) Cullen
- Anthyllis vulneraria subsp. fruticans Emb.
- Anthyllis vulneraria subsp. gandogeri (Sagorski) Maire
- Anthyllis vulneraria subsp. guyotii (Chodat) Grenon
- Anthyllis vulneraria subsp. hispidissima (Sagorski) Cullen
- Anthyllis vulneraria subsp. iberica (W.Becker) Jalas
- Anthyllis vulneraria subsp. iframensis Cullen
- Anthyllis vulneraria subsp. lapponica (Hyl.) Jalas
- Anthyllis vulneraria subsp. maritima (Schweigg. ex K.G.Hagen) Corb.
- Anthyllis vulneraria subsp. matris-filiae Emb. & Maire
- Anthyllis vulneraria subsp. maura (Beck) Maire
- Anthyllis vulneraria subsp. microcephala (Willk.) Benedí
- Anthyllis vulneraria subsp. multifolia (W.Becker) O.Bolòs & Vigo
- Anthyllis vulneraria subsp. nana (Ten.) Tammaro
- Anthyllis vulneraria subsp. pinidicola Cullen
- Anthyllis vulneraria subsp. polyphylla (DC.) Nyman
- Anthyllis vulneraria subsp. pseudoarundana H.Lindb.
- Anthyllis vulneraria subsp. pulchella (Vis.) Bornm.
- Anthyllis vulneraria subsp. rubriflora (DC.) Arcang.
- Anthyllis vulneraria subsp. saharae (Sagorski) Jahand. & Maire
- Anthyllis vulneraria subsp. subscaposa Cullen
- Anthyllis vulneraria subsp. valesiaca (Beck) Guyot
- Anthyllis vulneraria subsp. variegata (Boiss.) Bornm.
- Anthyllis vulneraria subsp. versicolor (Dalla Torre & Sarnth.) Gutermann
- Anthyllis vulneraria subsp. vitellina (Velen.) Kuzmanov
- Anthyllis vulneraria subsp. vulnerarioides (All.) Arcang.
- Anthyllis vulneraria subsp. weldeniana (Rchb.) Cullen

## Proprietà officinali
Nell'antichità, Anthyllis vulneraria veniva apprezzata come medicamento per le ferite.
Trascurata dall'erboristeria classica, è oggi considerata utile per il suo contenuto di saponine, mucillagine e acido tannico come coadiuvante per vari usi.